# Golden Eagles de Marquette
Pour les articles homonymes, voir Eagles (homonymie).
Les Golden Eagles de Marquette (en anglais : Marquette Golden Eagles) sont un club omnisports universitaire de l'université Marquette. Les équipes des Golden Eagles participent aux compétitions universitaires organisées par la National Collegiate Athletic Association. Marquette fait partie de la Big East Conference depuis 2005. Avant cette date, les Golden Eagles évoluaient en Conference USA.
La plus fameuse équipe des Golden Eagles est l'équipe de basket-ball de 1977 qui remporta le championnat NCAA sous la direction de l'entraîneur Al McGuire (en).
Les anciens joueurs des Golden Eagles les plus célèbres sont les joueurs de basket-ball Dwyane Wade ayant évolué en NBA avec principalement le Heat de Miami, ainsi que Jimmy Butler qui a également rejoint le Heat de Miami en 2019.
Doc Rivers, l'entraîneur actuel des Bucks de Milwaukee, joua trois saison au sein des Golden Eagles (1980-83).